# پرورش گل در محلات

گلخانه‌ای در شهر محلات

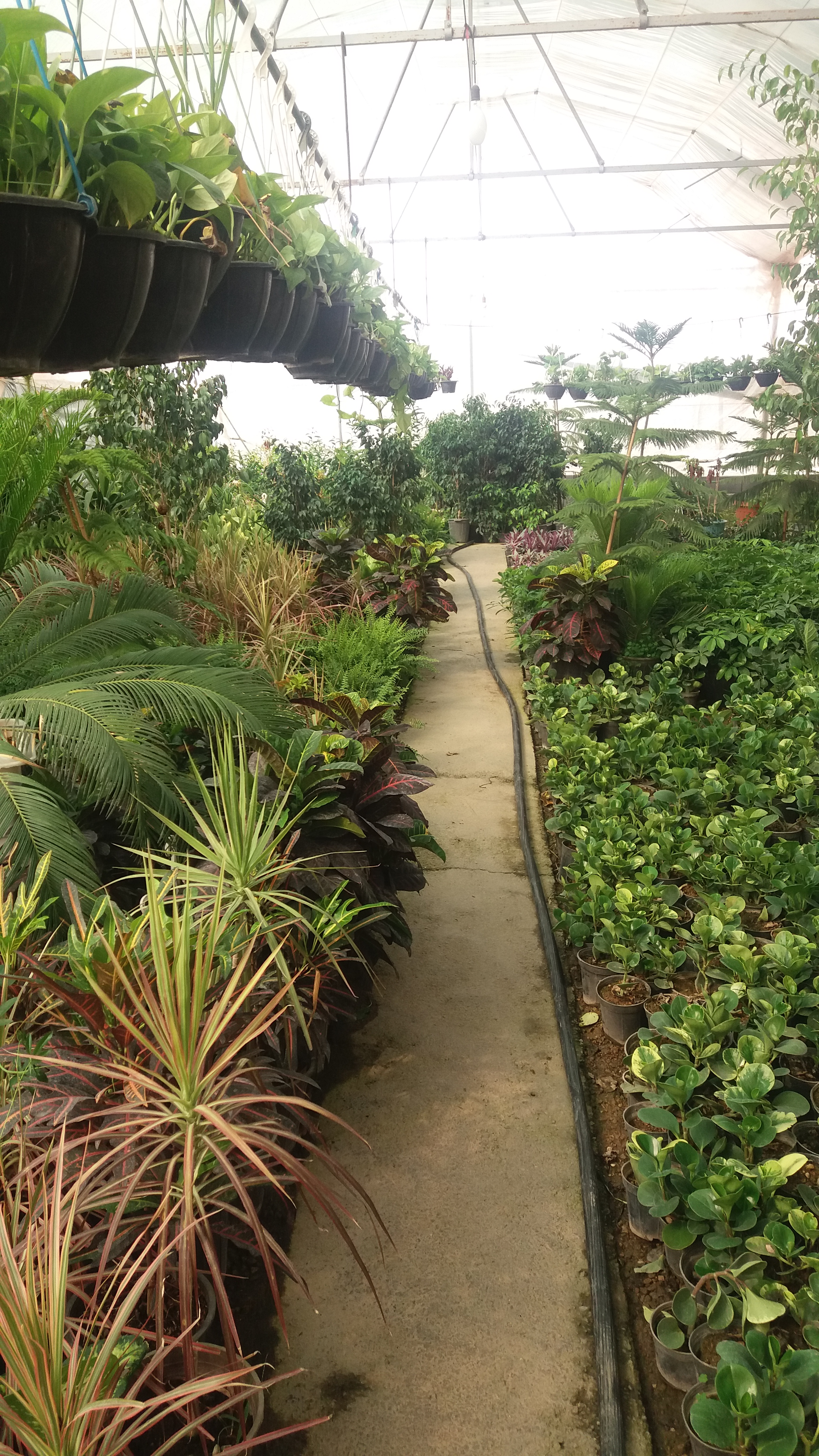
گلخانه‌ای در شهر محلات

گلستان‌های محلات ازجمله جاذبه‌های دیدنی شهر محلات در استان مرکزی است که در فصل‌های مختلف سال مسافران زیادی را به‌سوی خود جذب می‌کند.
به‌دلیل کثرت گلخانه‌ها و باغ‌های پرورش گل در محلات، این شهر به نام‌هایی مانند هلند ایران معروف شده‌است.
محلات به‌عنوان بزرگ‌ترین شهرستان کشور ازلحاظ سطح زیرکشت گل، مهد پرورش گل و گیاهان زینتی در کشور، پایلوت گل‌کاری کشور است و رتبهٔ اول را از لحاظ تنوع تولید گل در کشور داراست.

## سابقهٔ گلکاری
هنر گل‌کاری و پرورش گل به‌عنوان یک فعالیت اقتصادی از سال ۱۳۰۰ آغاز شده و شهر محلات به‌عنوان پایه‌گذار، ایجادکننده و توسعه‌دهندهٔ این صنعت نقش مهمی داشته‌است. نخستین بار فردی مسیحی از اهالی تهران به نام «پرتیوار»، که گلکاران محلات معتقدند از هلندی‌های مقیم پایتخت بوده‌است، به‌اتفاق چند نفر از هموطنانش در باغ خود در تهران، با وارد کردن بذر گل از هلند، اقدام به پرورش گل در ایران کرد. سرکارگرِ استخدام‌شده ازسوی «پرتیوار» از اهالی محلات به نام یحیی خان بود که در آن سال‌ها برای کار به تهران رفته‌بود و پس از بازگشت به دیار خود، کشت گل‌ها را در محلات به‌شکلی حرفه‌ای رواج داد.
هم‌اکنون بیش از ۷۰۰ واحد گلخانه‌ای در این شهرستان وجود دارد و حدود ۴۰ درصد جمعیت محلات در بخش گل و گیاه مشغول به کار هستند.

## شرایط جغرافیایی
محلات دارای آب‌وهوایی مطلوب برای کشت‌های گلخانه‌ای نیز هست، زیرا بررسی عواملی مانند میانگین دمای ماهیانه، شدت تابش و تعداد روزهای یخبندان نشان داده که این منطقه برای توسعهٔ کشت گلخانه‌ای بی‌نظیر است و این امر نتیجهٔ واقع شدن در مرکز جمعیتیِ کشور، احاطهٔ شهرستان به‌وسیلهٔ کوه‌های بلند و بافت شنیِ منطقه است.

تولید کاکتوس اصلاح‌شدهٔ ژنتیکی

## تنوع تولید
این شهرستان بزرگ‌ترین گلزارهای کشور را در خود جای داده‌است و ۱۰۰ درصد گل‌های فصلی و نشایی کشور در این شهرستان تولید می‌شود.
تولید ۷۰۰ نوع کاکتوس، تولید گل‌های داوودی در قالب بیش از ۸۰۰ رنگ با انجام اعمال ژنتیکی و تولید و صادرات گل زیبای ژِربِرا (ژِروِرا) از دیگر توانمندی‌های خاص این شهرستان درزمینهٔ تولید گل‌های زینتی است، معروف شده‌است.
سالانه دومیلیون گل گلدانی و بیست‌میلیون گل شاخه‌بریده در سطح ۹۰۰ هکتار از اراضی و گلستان‌های این شهر تولید و در سطح کشور و خارج از کشور عرضه می‌شود.

## انواع تولیدات گل و گیاه
ازجمله گل‌هایی که در این شهر کاشته می‌شود می‌توان به گل‌های آپارتمانی شامل انواع پوتوس، کرتن، دیفنباخیا، انواع فیکوس (ابلق)، پیرومیا (پیله آ)، گلهای شاخه‌ای که شامل انواع گلایل، میخک، زنبق، انواع لیلیوم، ارکیده، کوکب، جعفری، همیشه بهار، انواع داوودی، ژربرا جامزونی (ژرورا)، آماریلیس، انواع درختچه‌های زینتی شامل گل کاغذی، رز، نسترن، نخل زینتی، گل محبوبه شب، گاردنیا و انواع نشا و بذر ازجمله نشای گیاهانی ازجمله میمون، انواع بنفشه، اطلسی ایرانی و خارجی، گل پریوش و انواع نهال‌های گیلاس، نهال هلو، نهال گردو، اقاقیا، زالزالک و آناناس اشاره کرد.

## گالری عکس گلخانه‌های شهر محلات

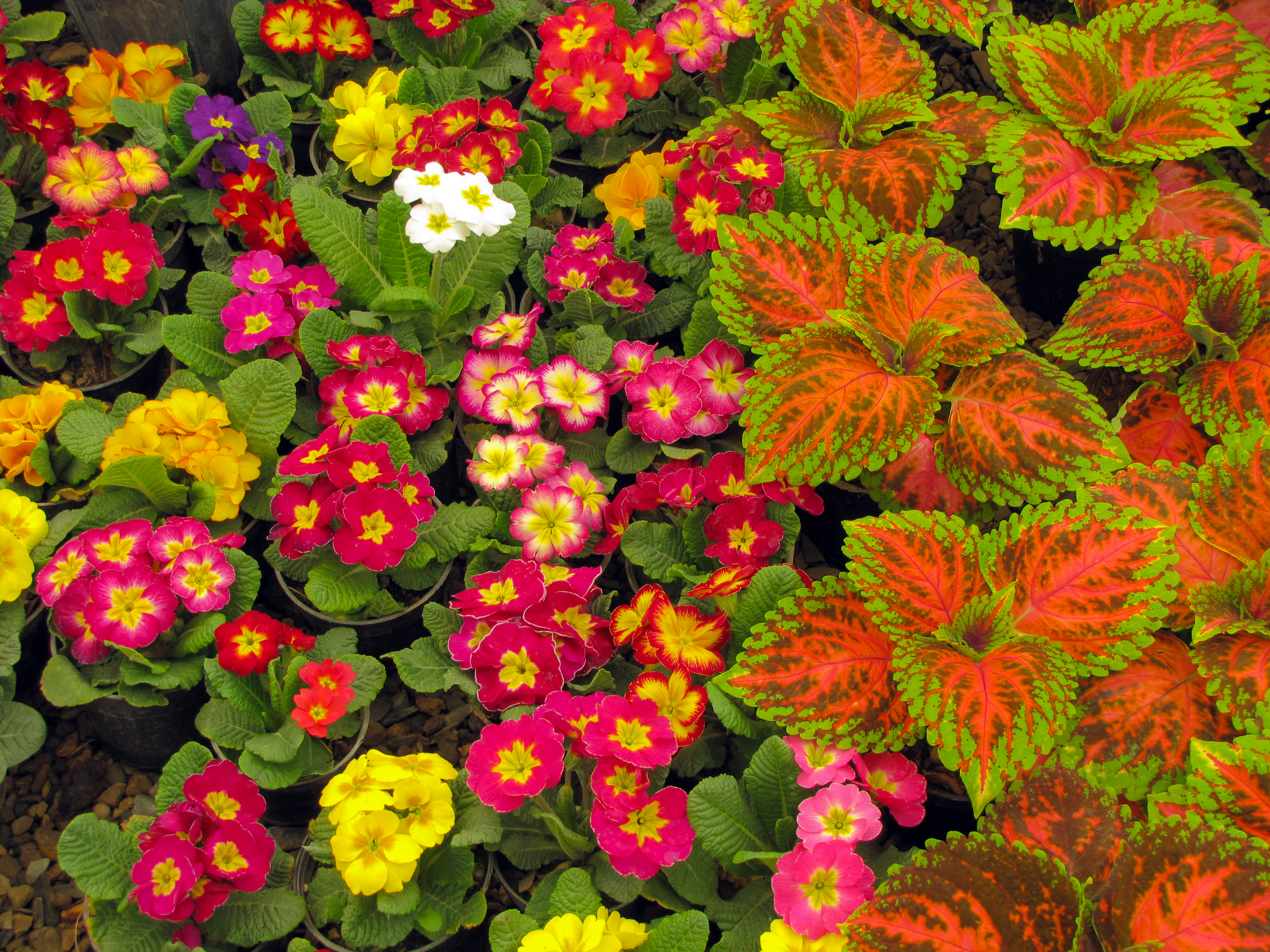
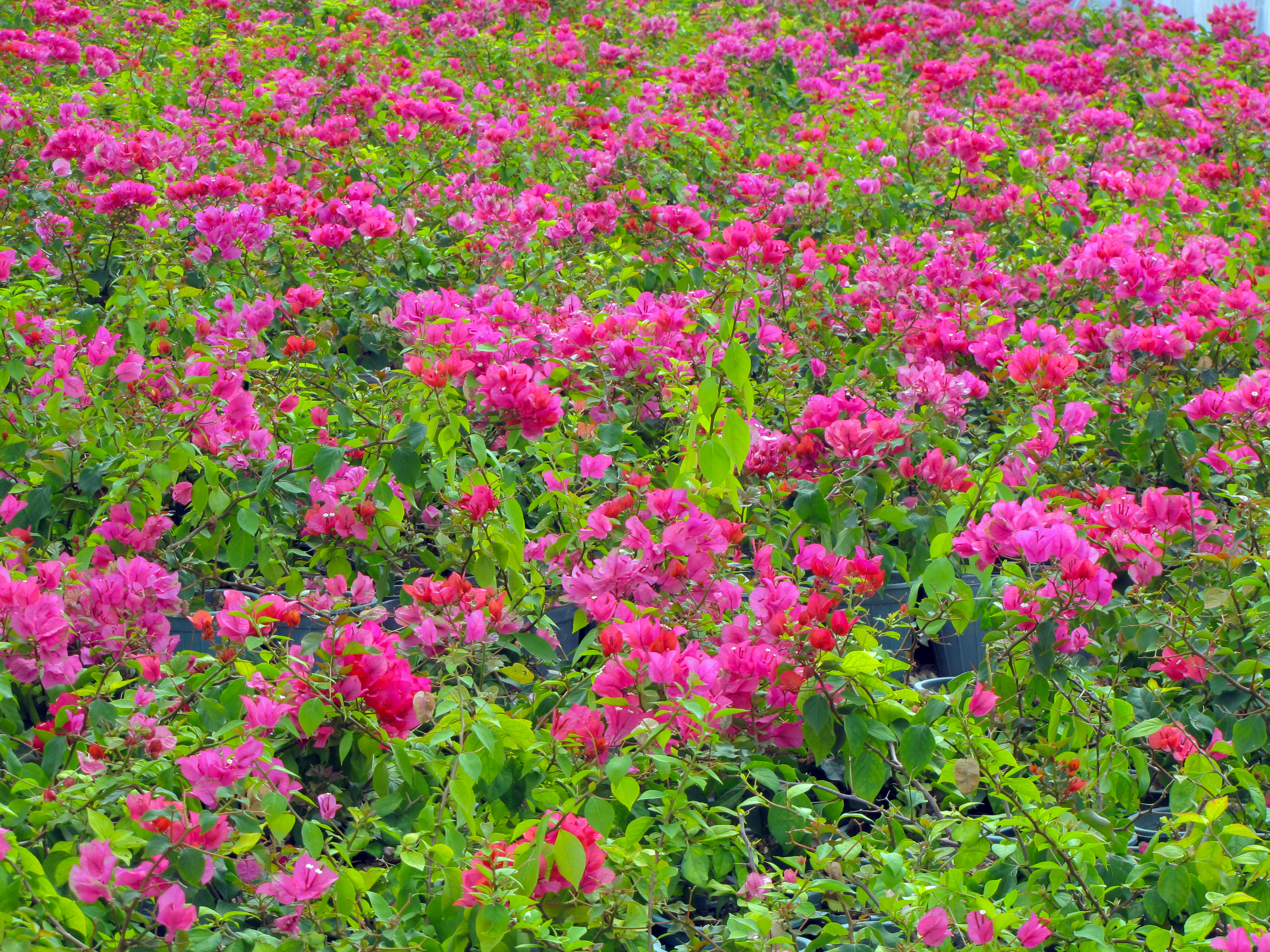
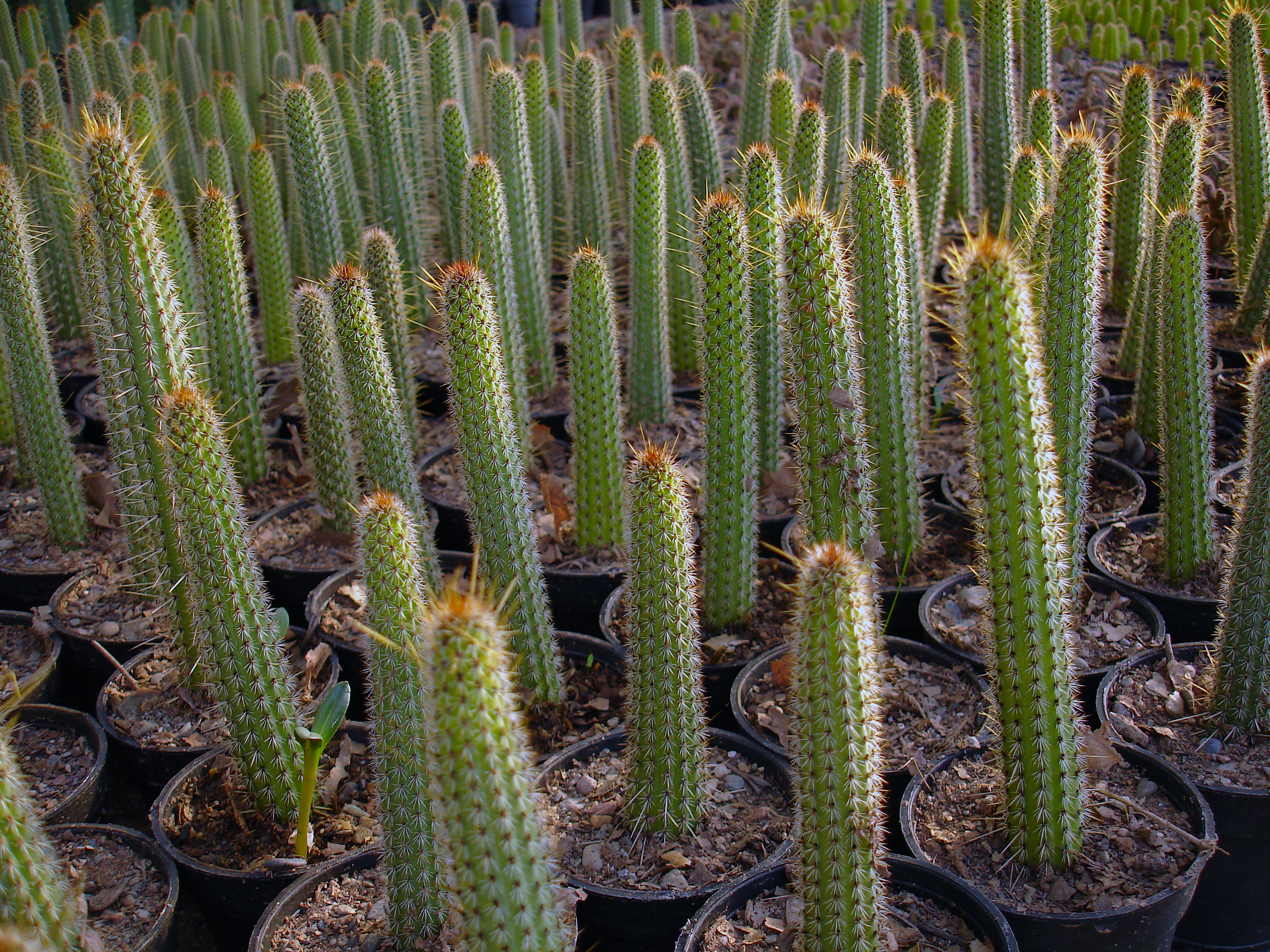
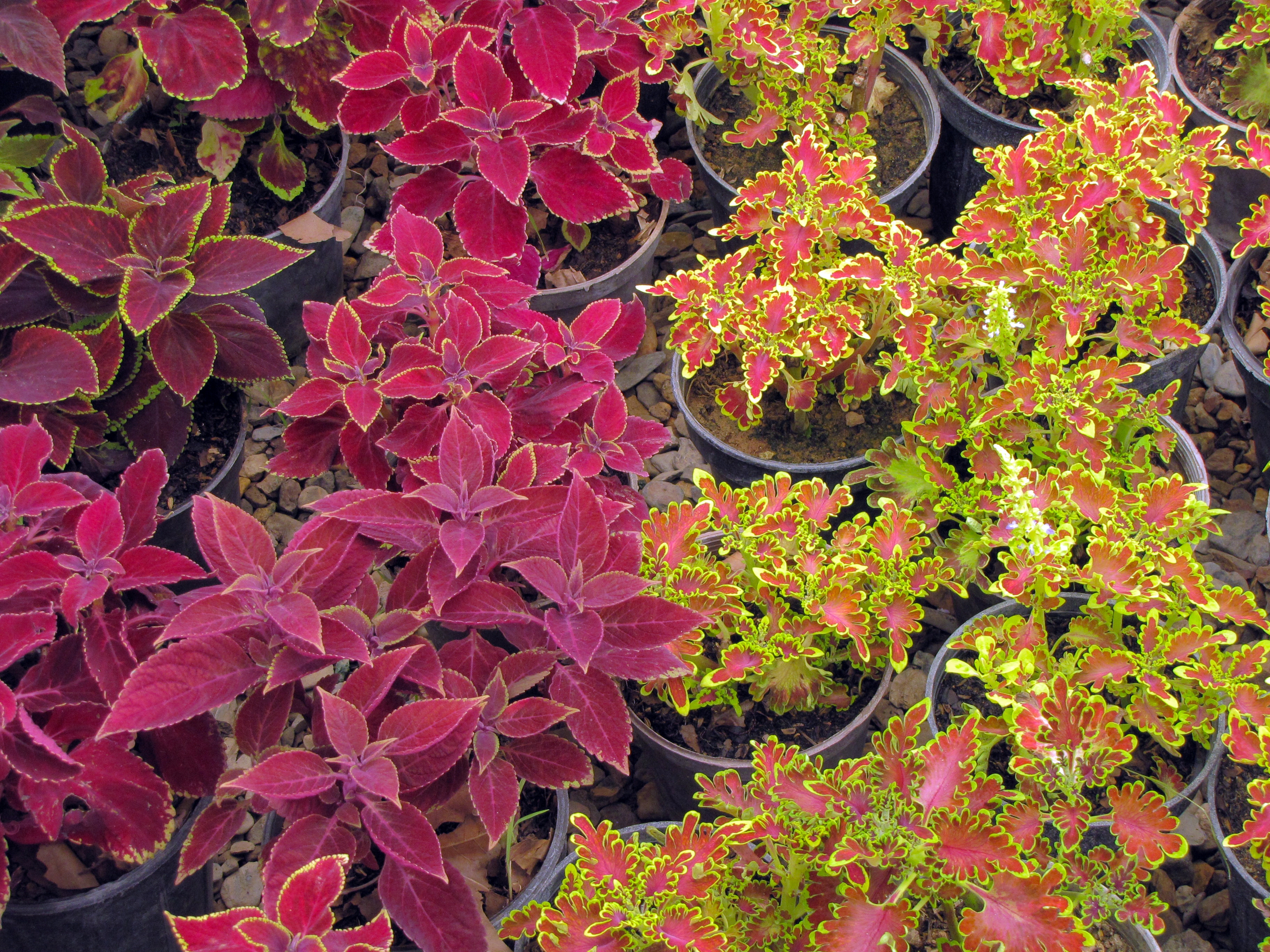
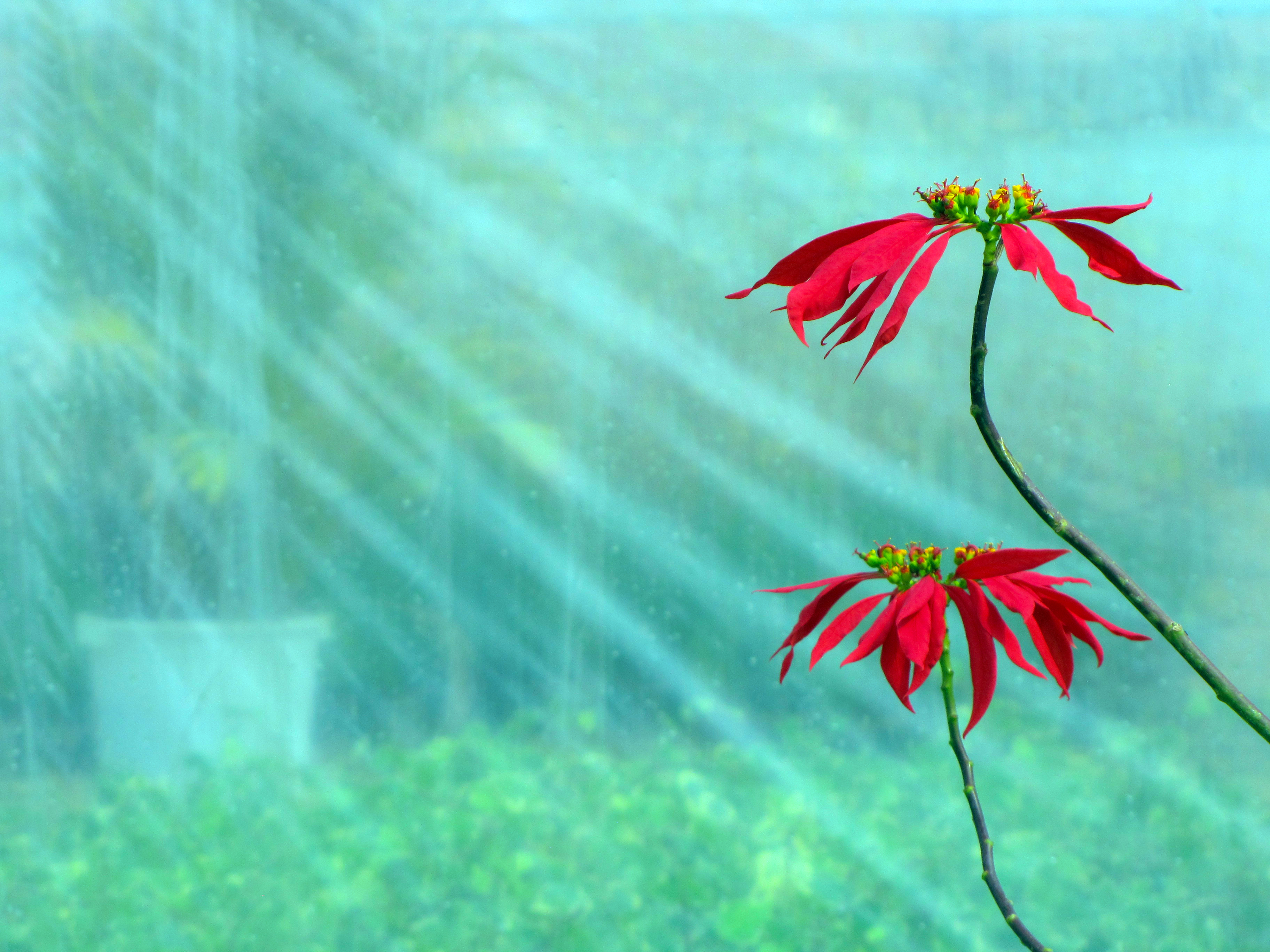
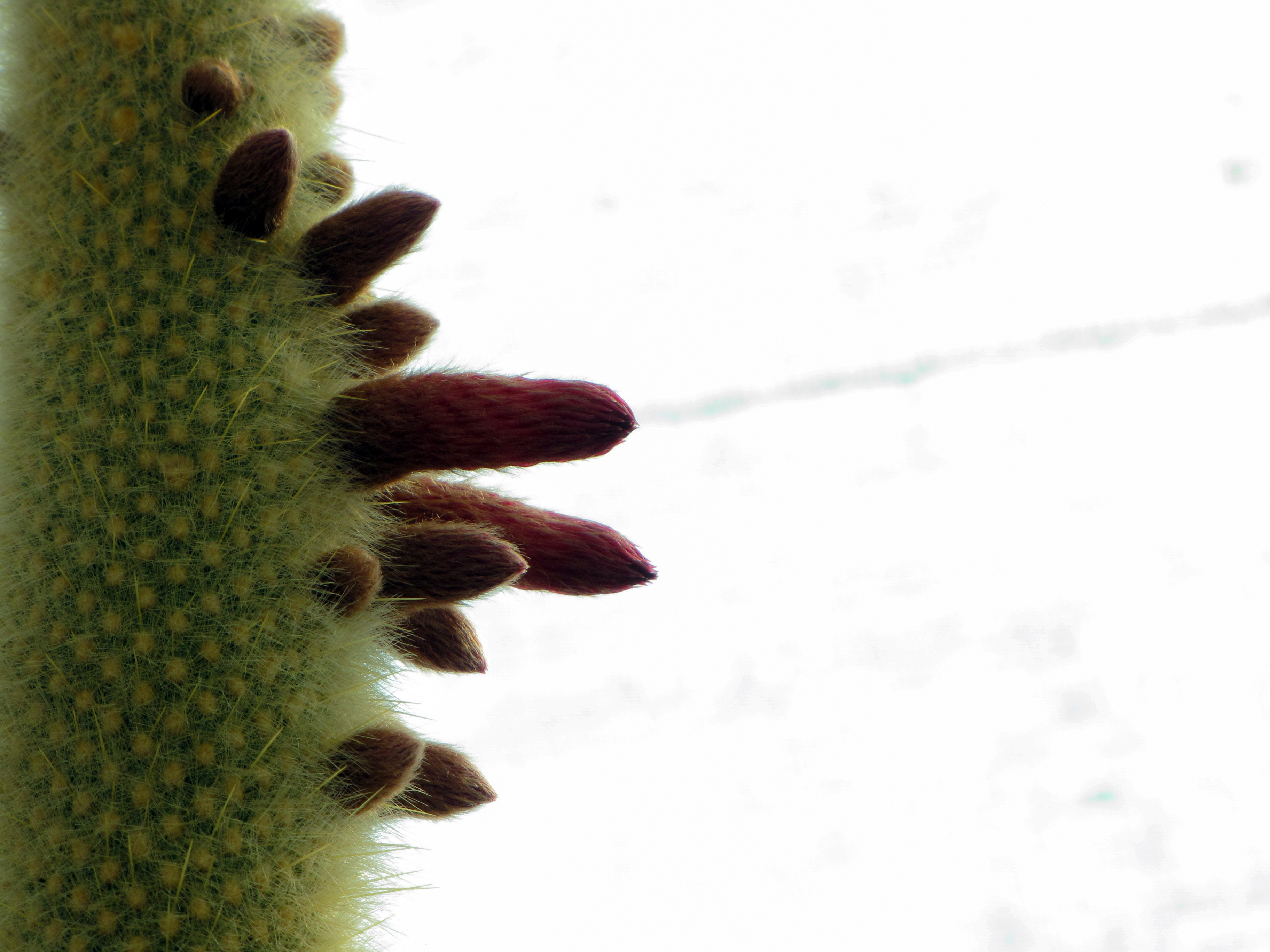
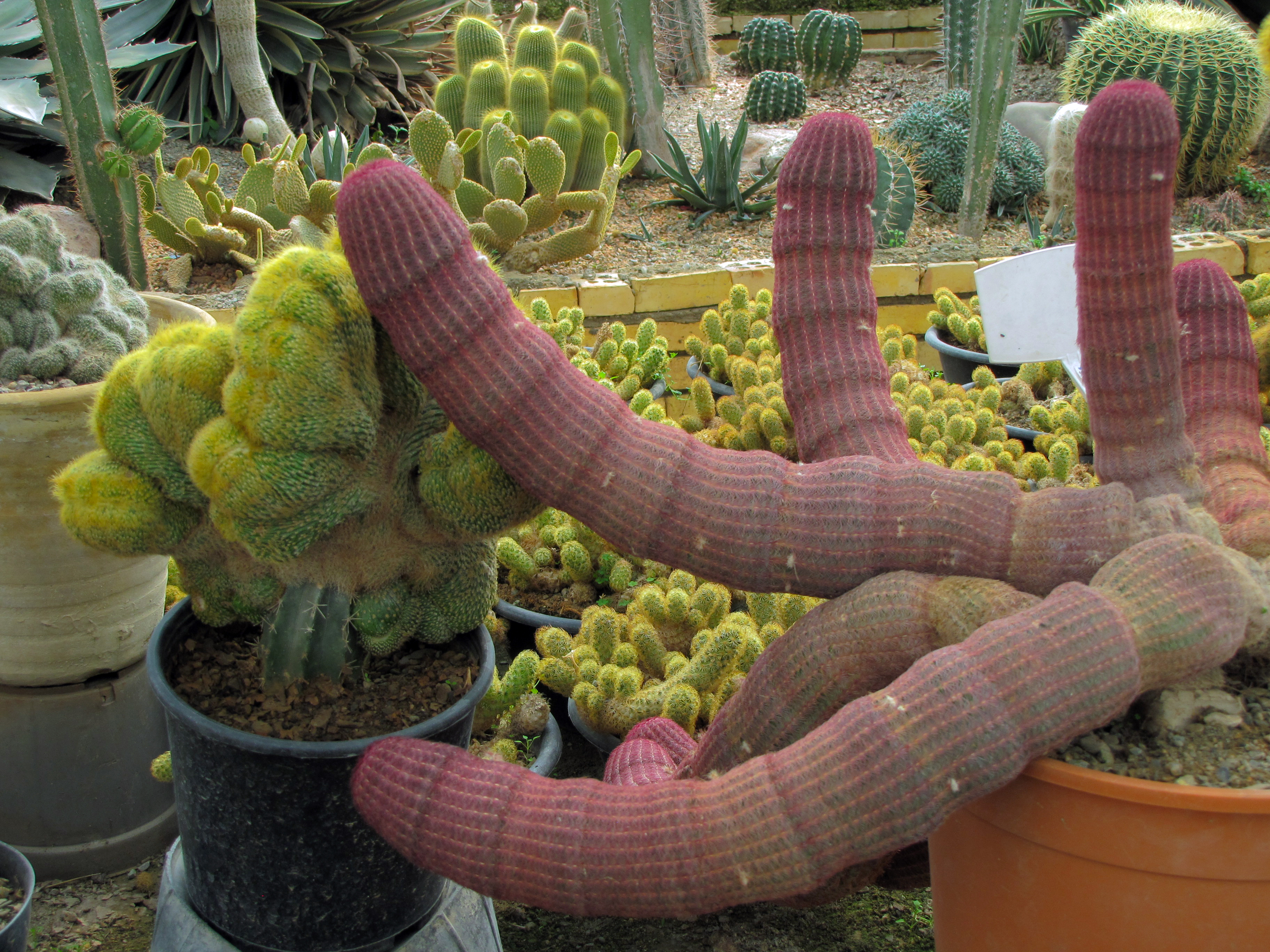
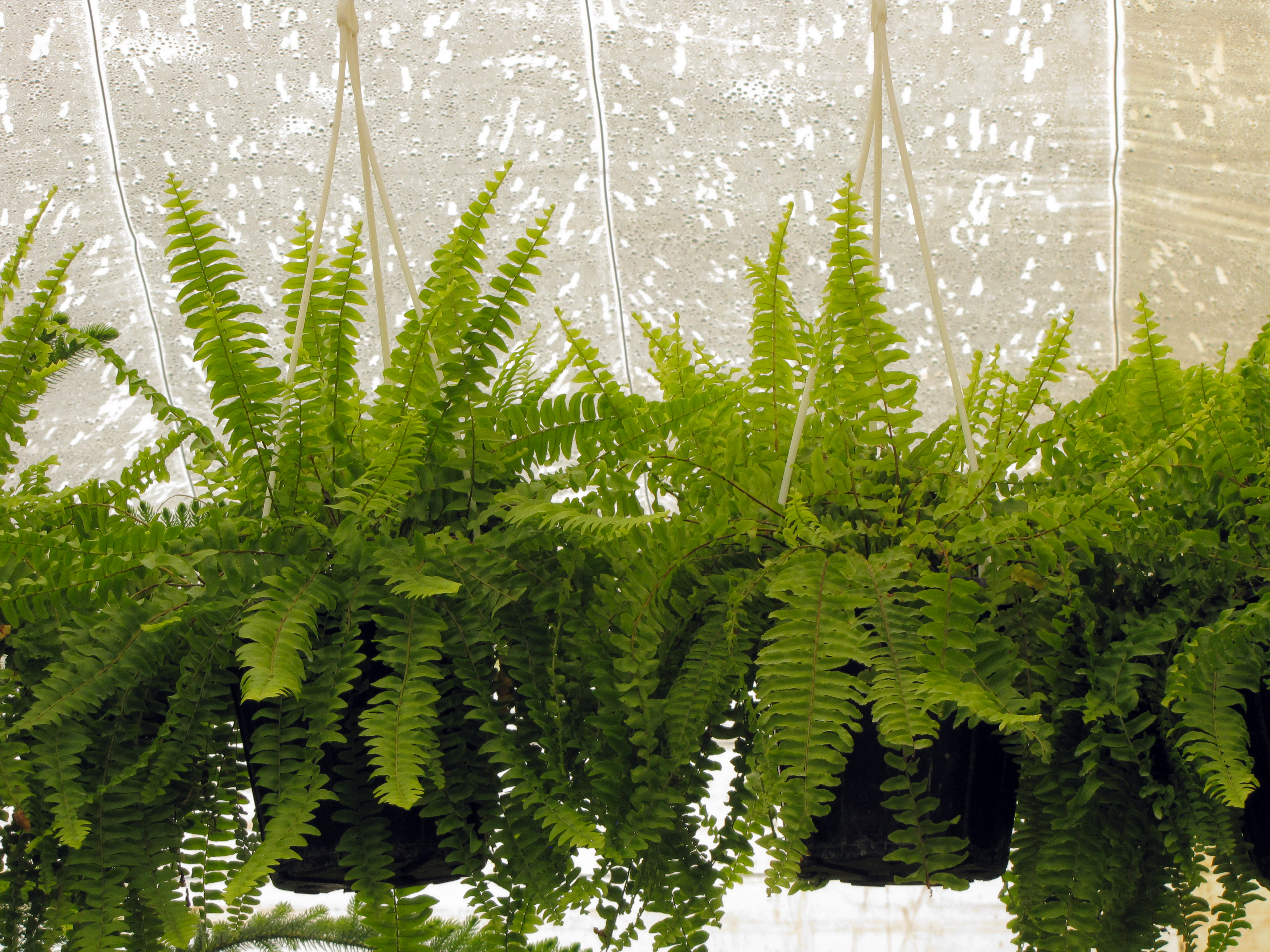
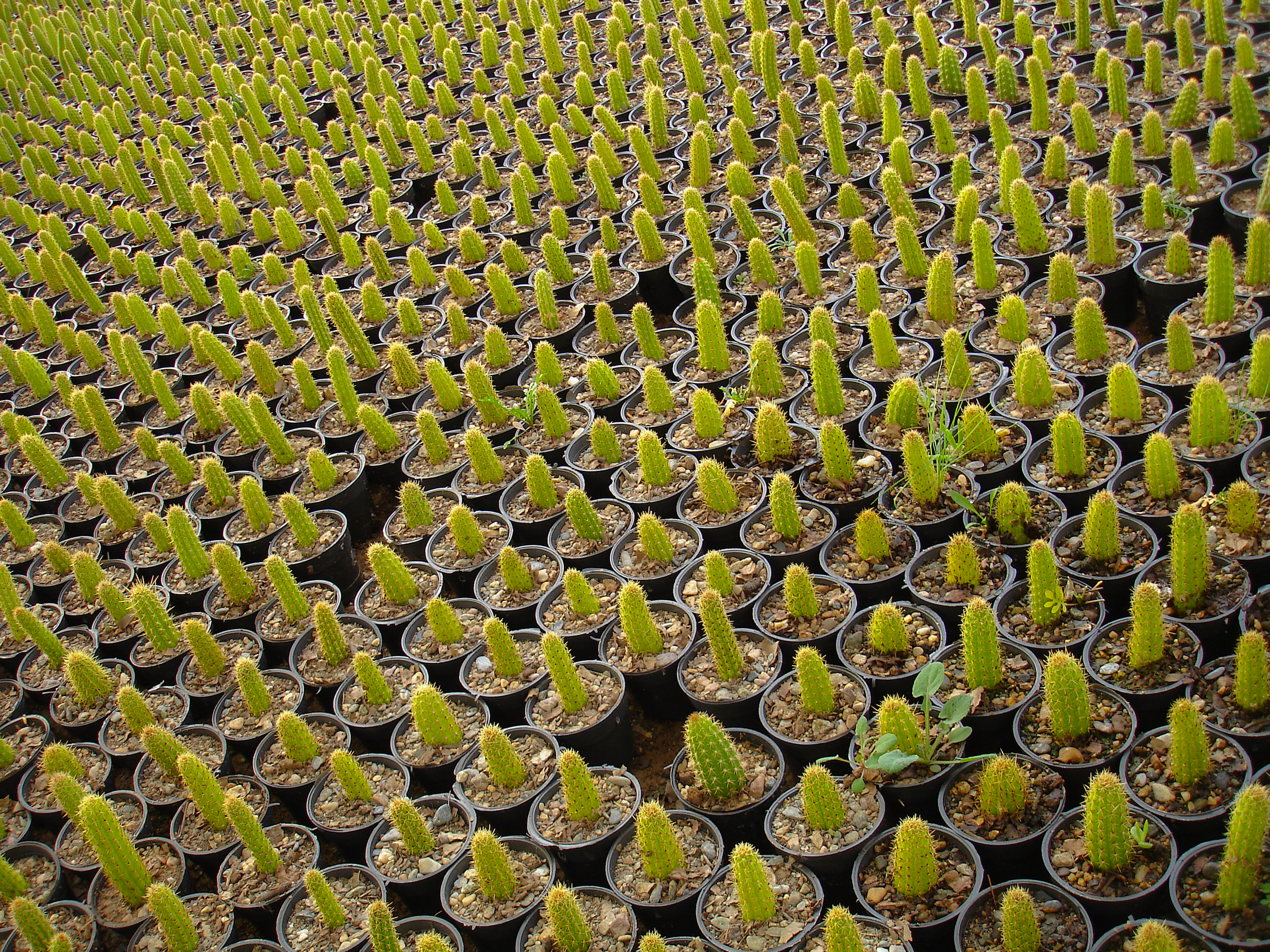
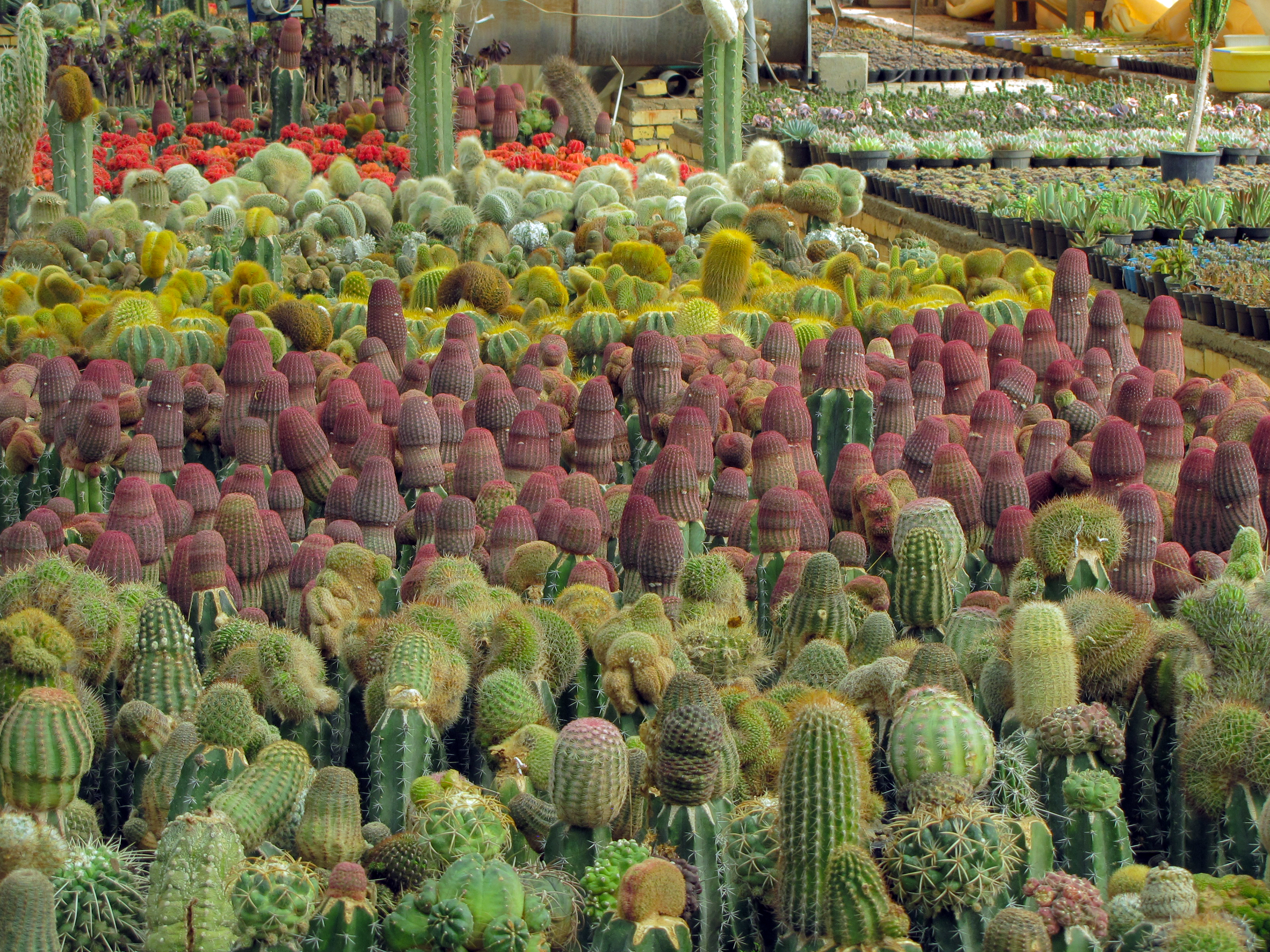
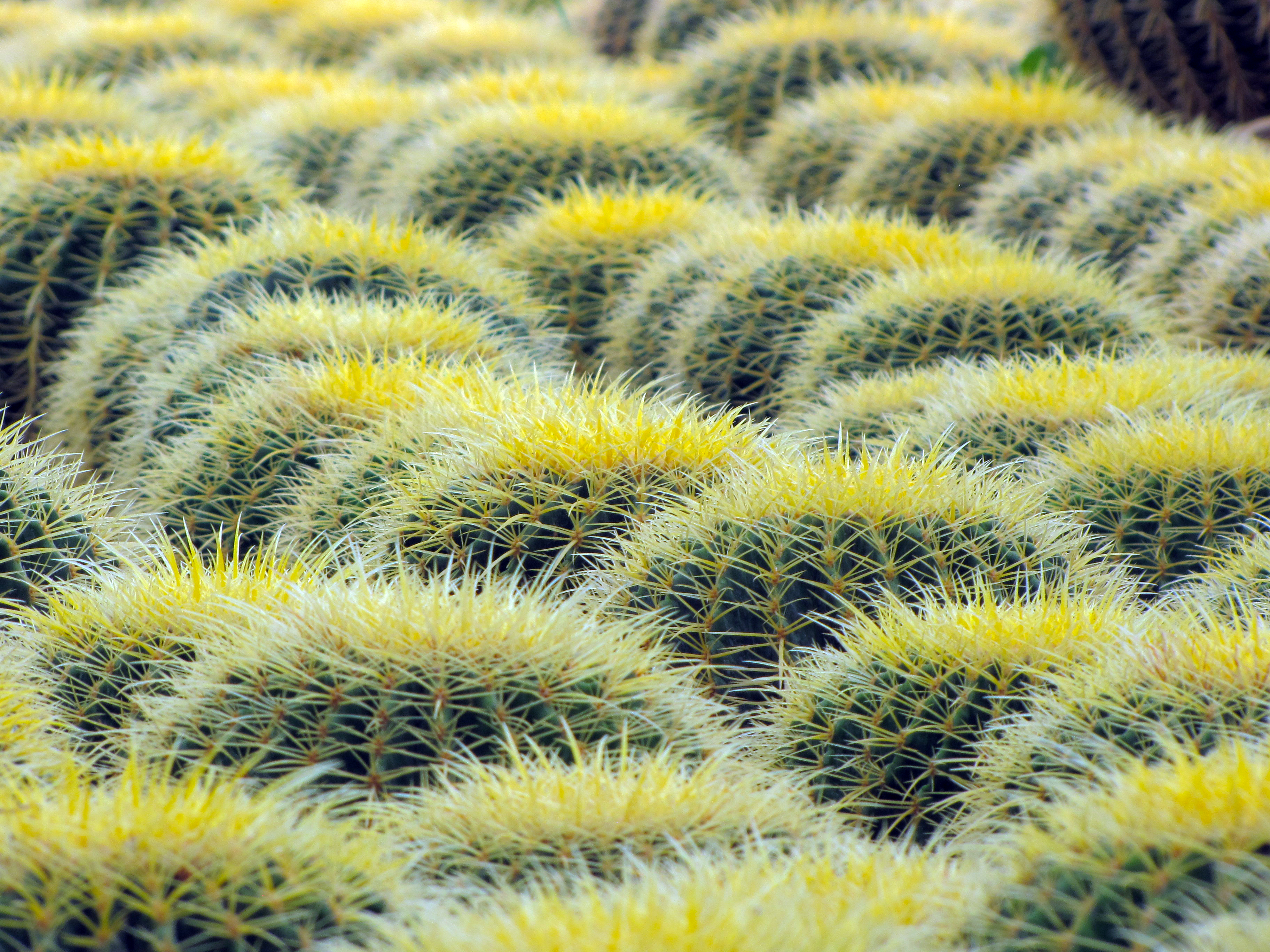
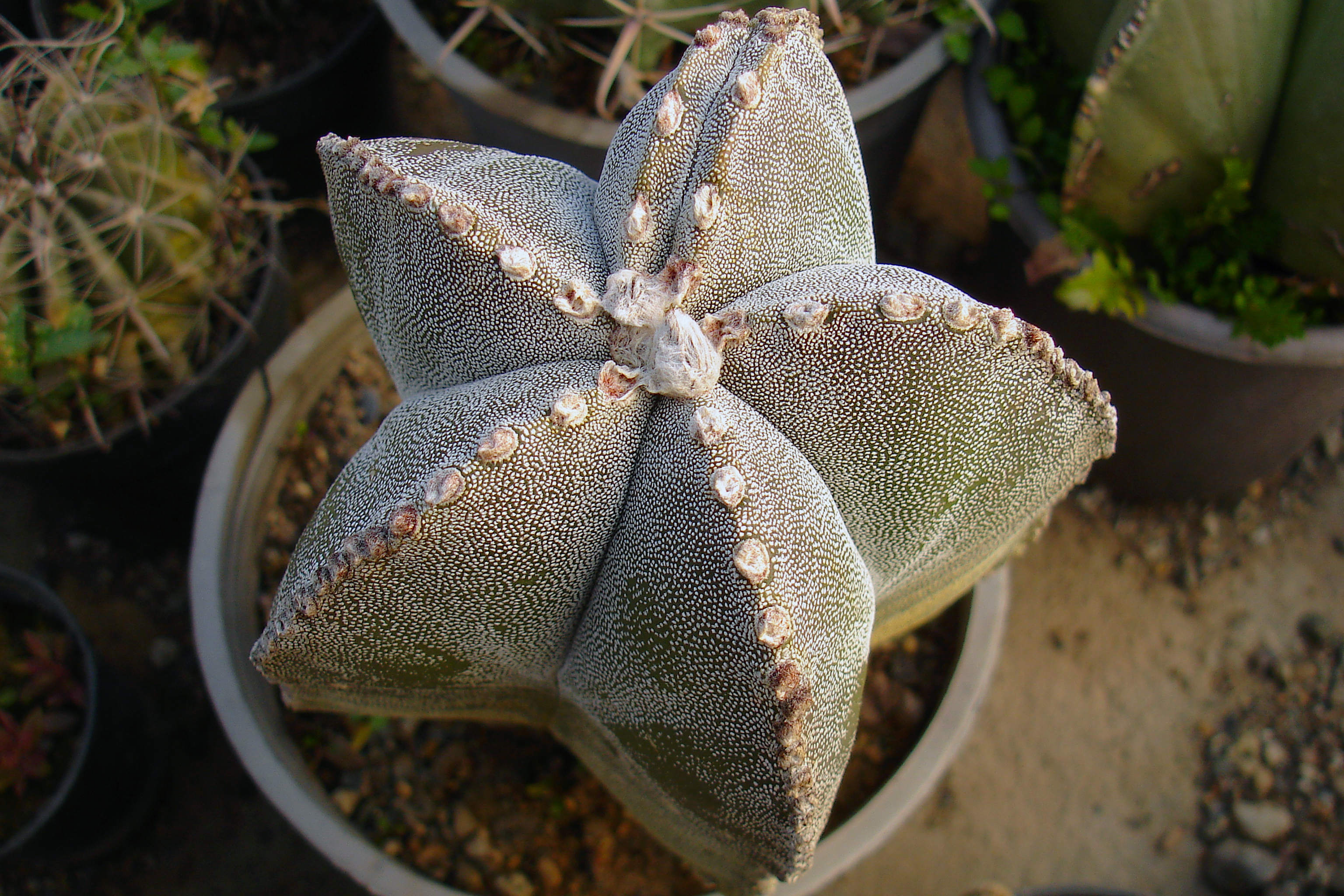

## ویژگی گلهای محلات
از ویژگی‌های گلهای محلات این است که نه‌تنها از بوی ماندگار و دل‌نشینی برخوردار است، بلکه ازنظر رنگ و شکل از زیبایی خاصی برخوردار است و به طبیعت نزدیک‌تر است.